# Maršovický vrch (Ralská pahorkatina)
Maršovický vrch (cca 499, dříve 515 m n. m.) je v okrese Česká Lípa Libereckého kraje. Leží asi 1 km vsv. od obce Chlum na katastrálním území sídel Chlum, Maršovice, Újezd a Jestřebí. Vrchol zabírá rozsáhlý znělcový lom.

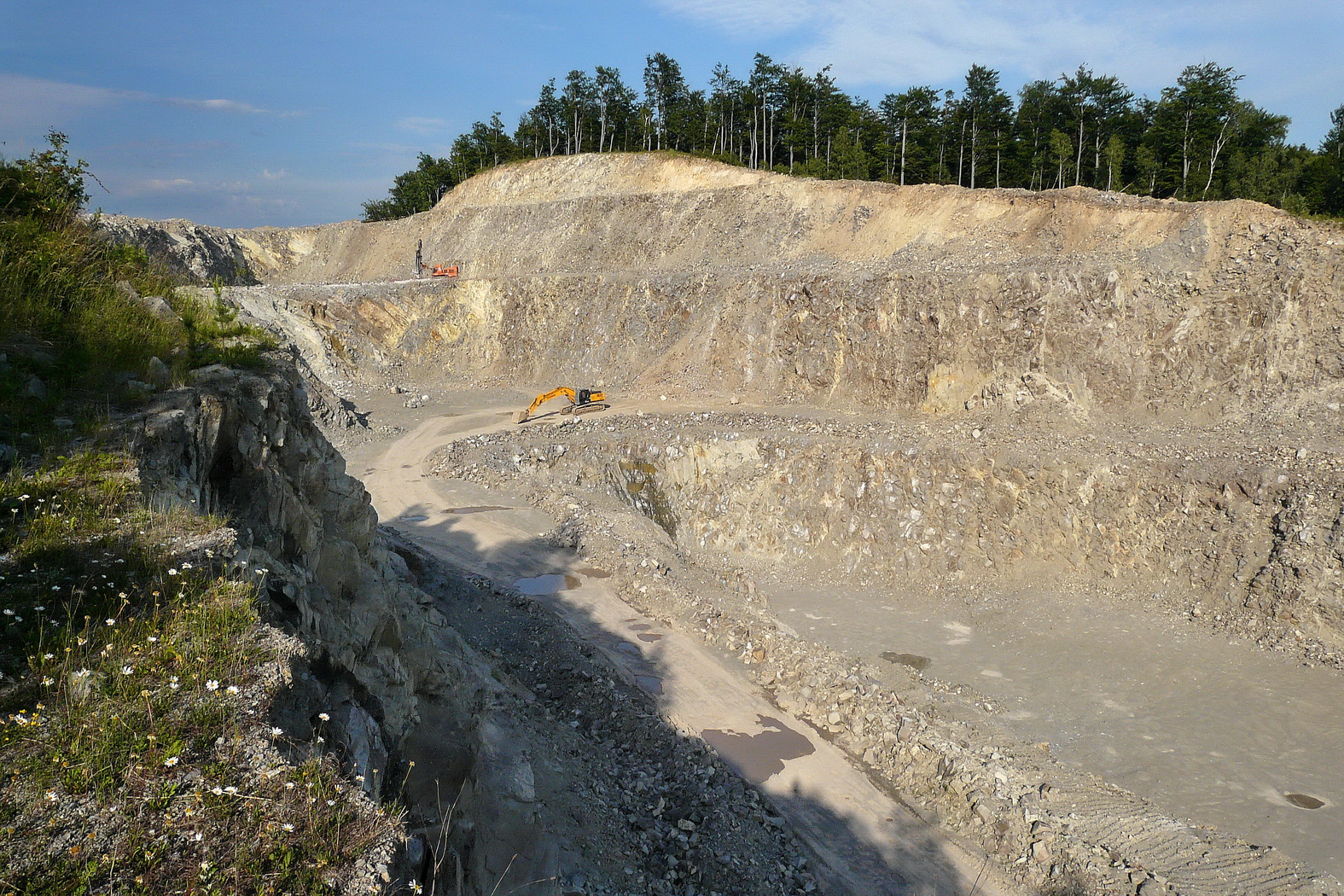
Znělcový lom na Maršovickém vrchu

## Tektonická prehistorie
Sopečné těleso (fonolit) Maršovického vrchu bylo silně tektonicky narušeno (ve směru kolmém na linii hřbetu) z velké části až v období po utuhnutí fonolitu, pravděpodobně v období svrchního miocénu. Jde o výjimečný případ makroskopicky pozorovatelného tektonického porušení terciérních vulkanitů umožňující lepší datování alpinských tektonických pohybů v Českém masivu a o jediný prokazatelný případ transgresní zóny mladoalpinského stáří v centrální části Českého masivu.

## Geomorfologické zařazení
Vrch náleží do celku Ralská pahorkatina, podcelku Dokeská pahorkatina, okrsku Polomené hory, podokrsku Housecká vrchovina a Maršovické části. Do této části patří též západně ležící vrchy Strážný vrch (468 m n. m.) a Suchý vrch (428 m n. m.) (spolu s Maršovickým vrchem tvoří těsné trojvrší na západo-východní linii), celá rozsáhlá členitá plošina ve východním okolí (rozeklaná pískovcovými roklemi – v jedné z nich např. Braniborská jeskyně), vrch Šedina (473 m n. m.) a dvojvrší Skalka (382 m n. m.).

## Lehké opevnění
Na Maršovickém vrchu začíná linie lehkého opevnění, která se opírá o svahy kopce, přetíná silnici I/38 a končí na úpatí Dědka. Ve stavebním úseku Q2 Jestřebí (součást Liběchovské příčky) bylo celkem 23 objektů stavebně dokončeno v srpnu a v září 1938, avšak vystrojeny a vyzbrojeny již nebyly. Tři z objektů (v evidenci ŘOP označené čísly 36, 231 a 233) se nacházely v dobývacím prostoru lomu a v důsledku těžby již beze stopy zanikly.

## Přístup
Nejblíže je možno dojet automobilem do Chlumu či Maršovic, poté pokračovat pěšky po lesních cestách výše. Cesta na vrchol je nebezpečná a vstup do kamenolomu oficiálně zakázán. Severovýchodním úbočí prochází červená turistická značka z Doks do Jestřebí křižovaná o kus dál zelenou.